# Marika Lagercrantz
Marika Karin Louise Lagercrantz (født 12. juli 1954) er en svensk skuespillerinde. Hun har for eksempel medvirket i film som Lærerinden (1995), I Wonder Who's Kissing You Now (1998), Mænd der hader kvinder (2009) og Pax (2011).
Lagercrantz har to gange været nomineret til en Guldbagge i henholdsvis 1994 og 1996.

## Udvalgt filmografi
- Modiga mindre män (1965)
- Teater för pojkar och flickor (tv-serie, 1966)
- Kronvidnet (1989)
- Landstrykere (1989)
- Dykket (1989)
- Blueprint (tv-serie, 1992)
- Morfars rejse (1993)
- Sort høst (1993)
- Vendetta (1995)
- Lærerinden (1995)
- Den sidste viking (1997)
- Lithivm (1998)
- I Wonder Who's Kissing You Now (1998)
- Sherdil (1999)
- Judith (tv-serie, 2000)
- Gossip (2000)
- Hot Dog (2002)
- Min kones første elsker (2006)
- Mænd der hader kvinder (2009)
- Kommissæren og havet (tv-serie, 2009)
- Sweaty Beards (2010)
- Pax (2011)
- Maria Wern (tv-serie, 2011)
- Modus (tv-serie, 2017)
- Hilda (kortfilm, 2021)
- Folk med angst (tv-serie, 2021)
- Diorama (2022)
- Scapegoat (2024)